# MyWikiBiz
MyWikiBiz是一个Wiki目录，允许人们和企业在該網站上撰寫关于他们自己的條目。MyWikiBiz最初是一个为客戶有償创建维基百科條目的服务。

## 历史
格雷戈里·科斯（Gregory Kohs）和他的姐妹在2006年7月创办了维基百科付费编辑服务MyWikiBiz。格雷戈里·科斯對條目撰寫收取49至99美元的费用。不過维基百科联合创始人吉米·威爾斯反对此類維基百科付费编辑服務。
在MyWikiBiz启动數天后，该网站在維基百科上開設的账户被吉米·威爾斯以“代表客户进行有償編輯”为由封禁。它也成為维基百科历史上少数几个由吉米·威爾斯亲自封禁的账户。吉米·威爾斯和格雷戈里·科斯达成了一项协议，根据该协议，格雷戈里·科斯可以在自己的网站上创建类似维基百科的條目，然后由维基百科的编辑将这些條目移動到维基百科上。不過这项协议很快就失效了，並且格雷戈里·科斯本人被禁止编辑维基百科。